# Kościół Danii

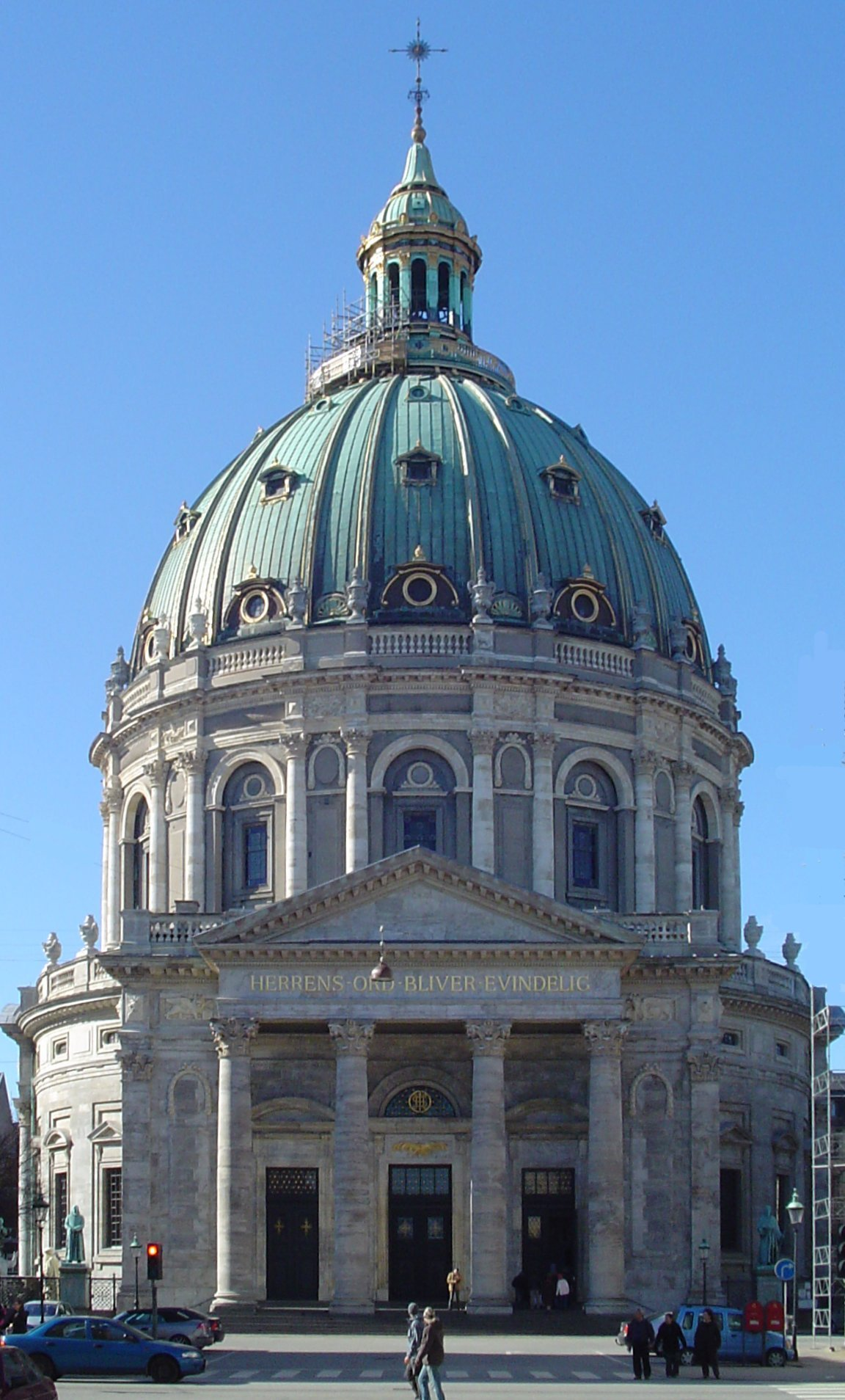
Kościół Fryderyka w Kopenhadze

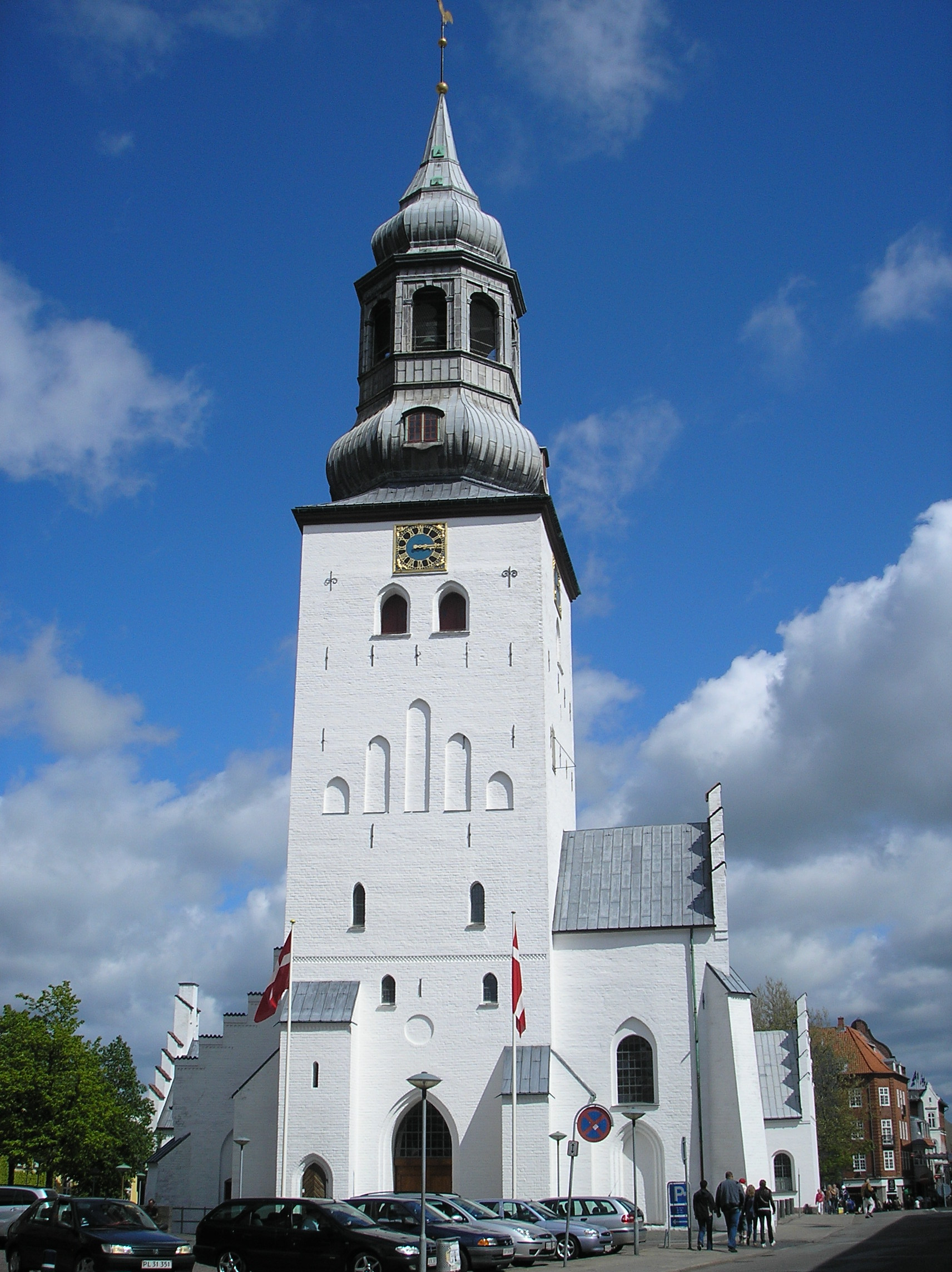
Katedra w Aalborgu

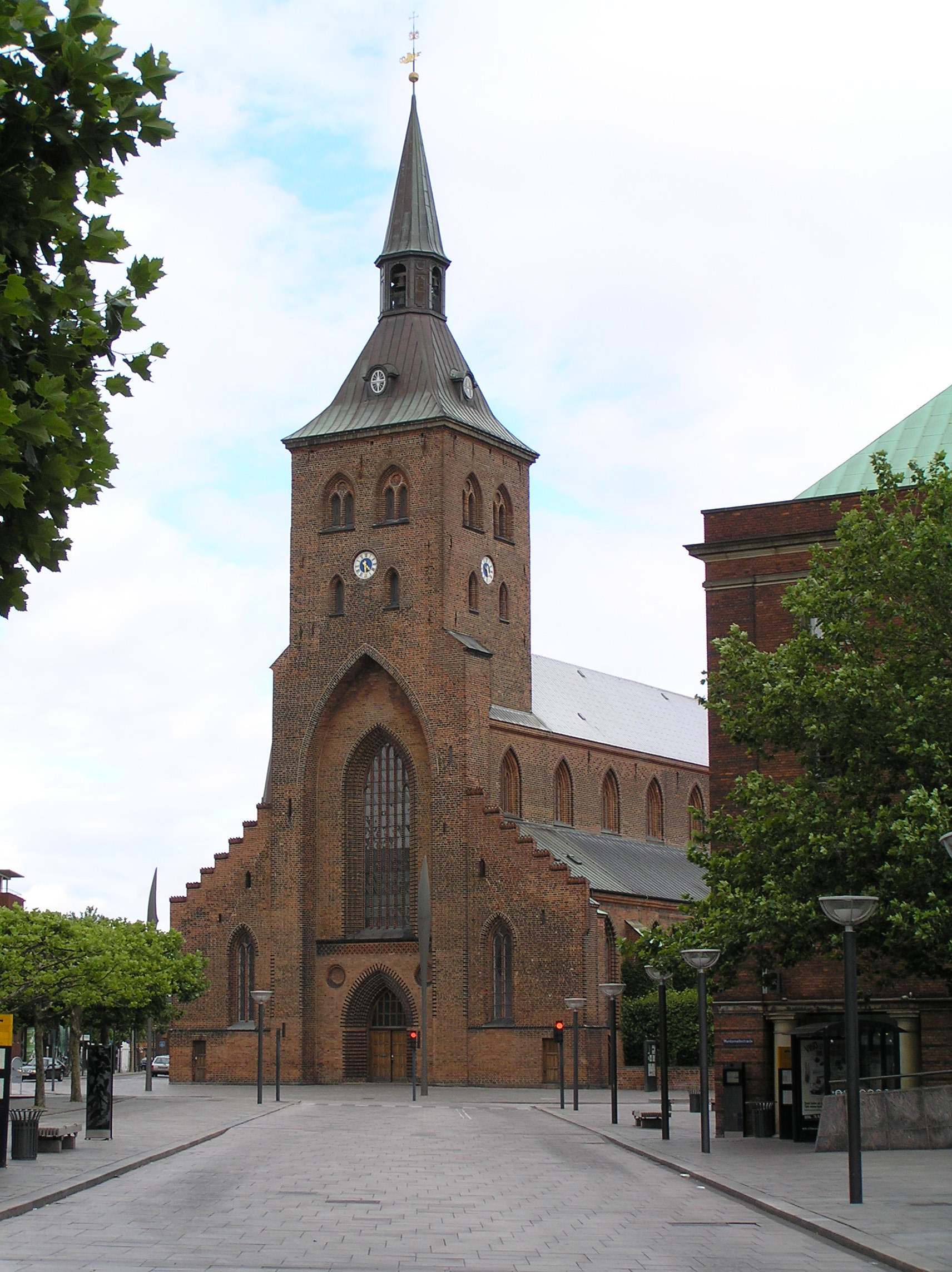
Katedra w Odense

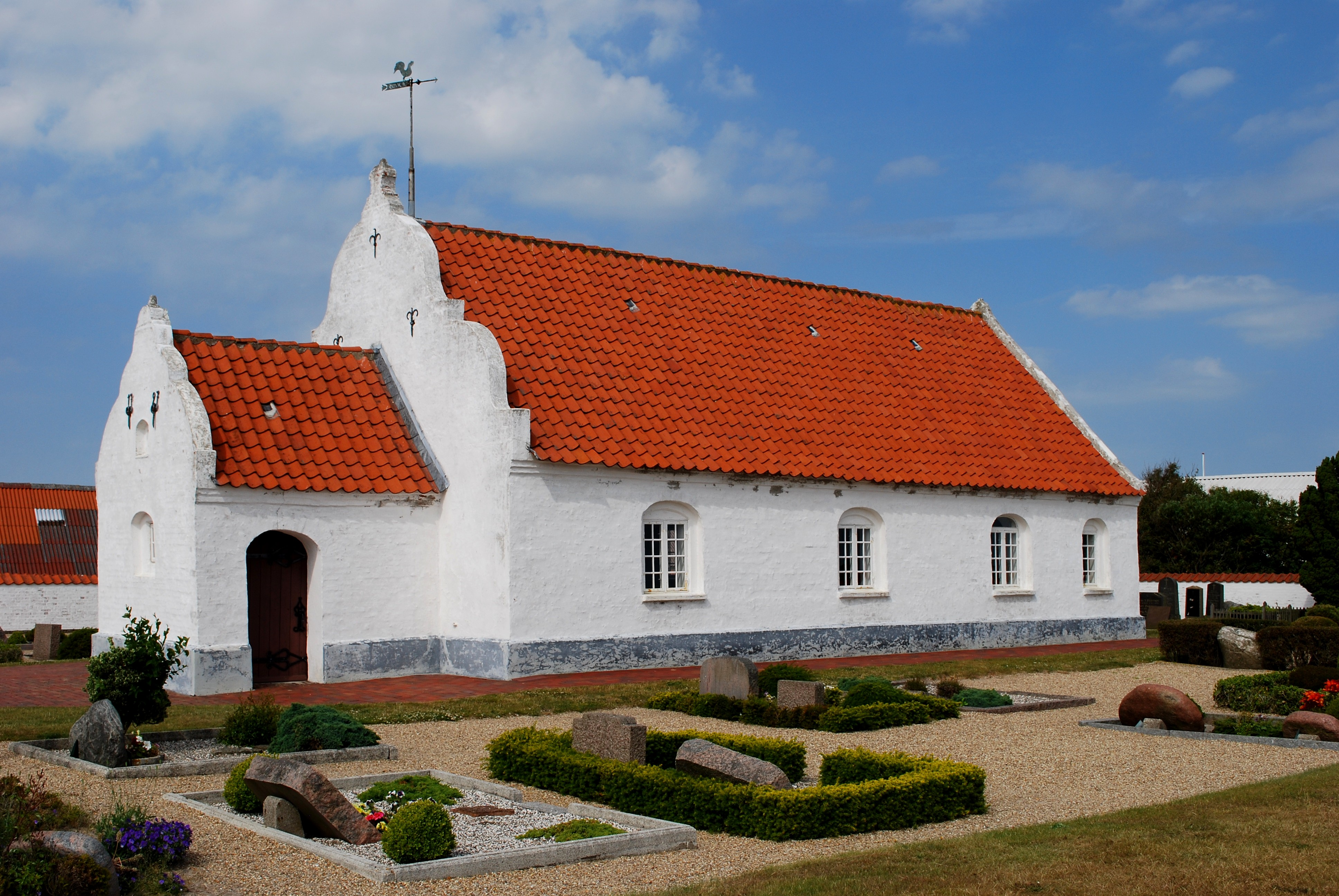
Kościół w Mandø

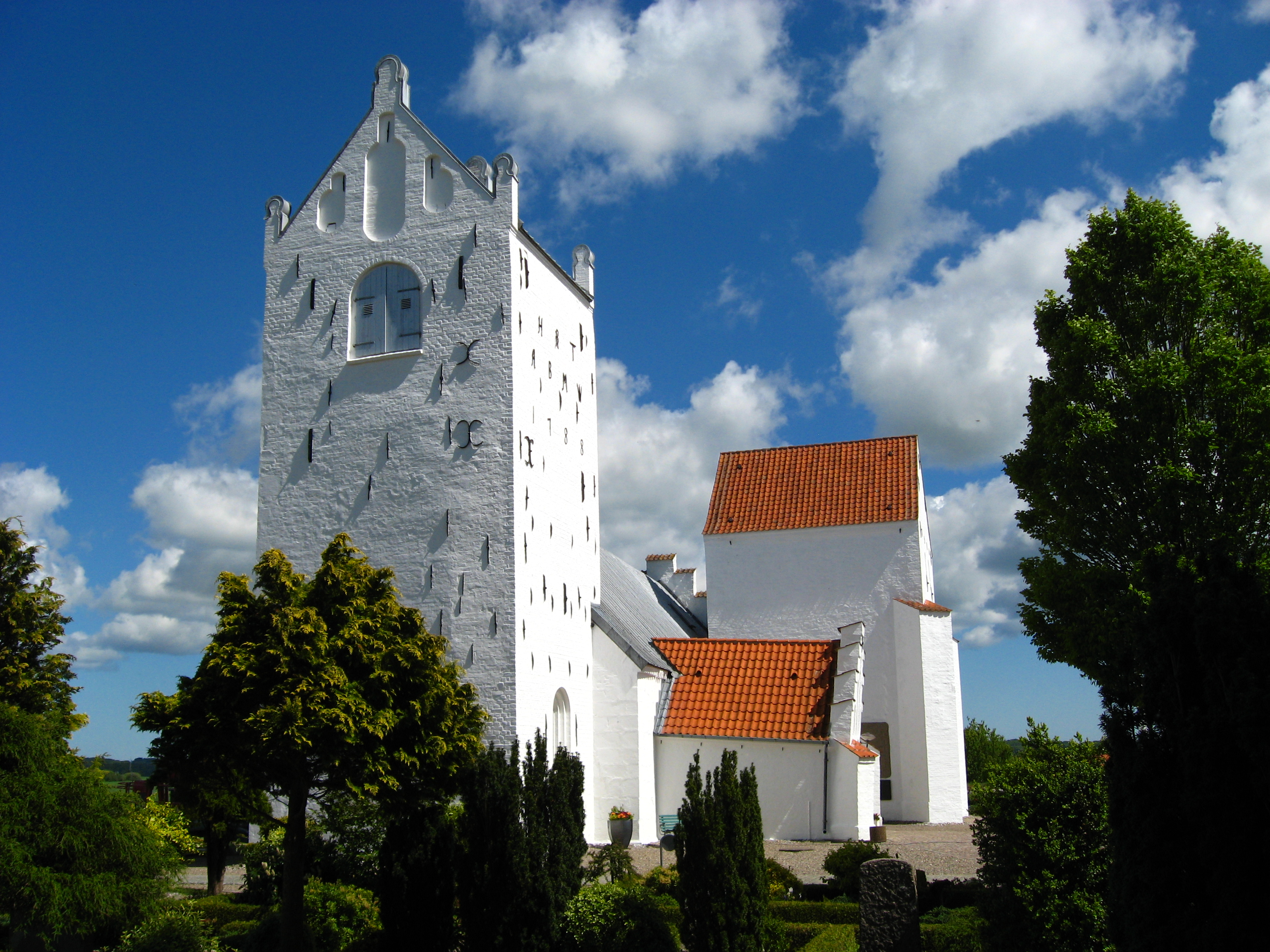
Kościół w Voer

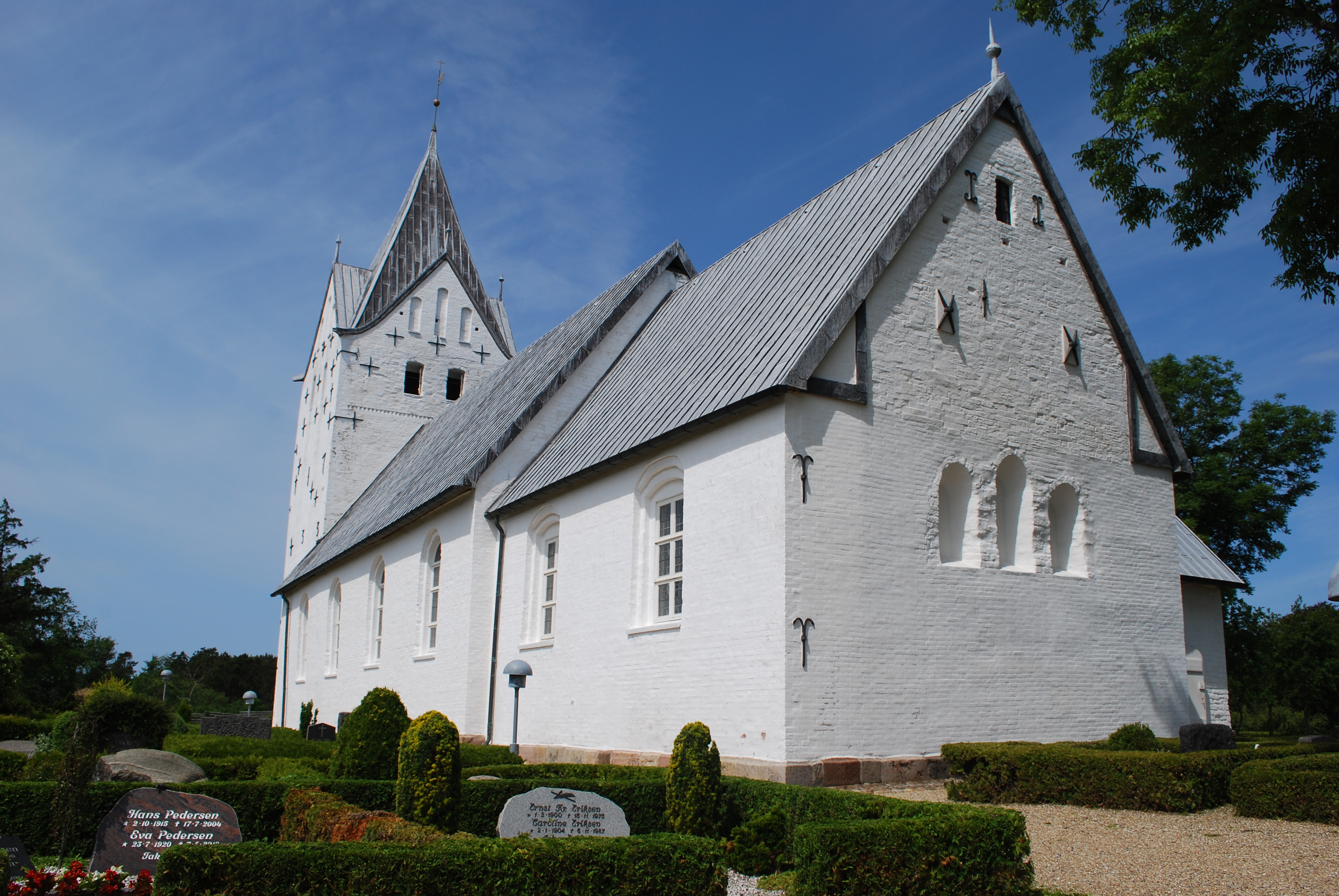
Kościół w Vester Vedsted

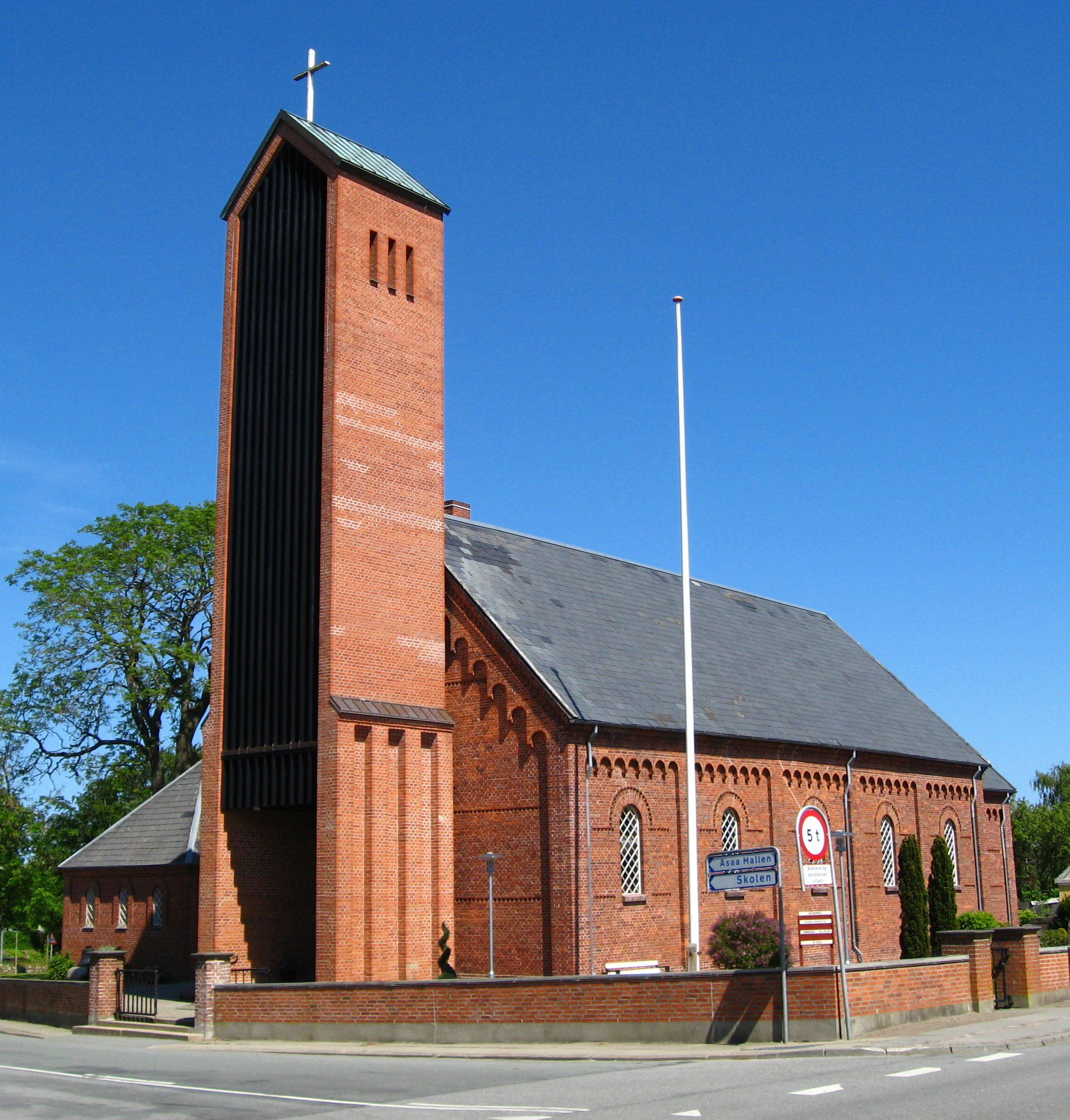
Kościół w Asaa

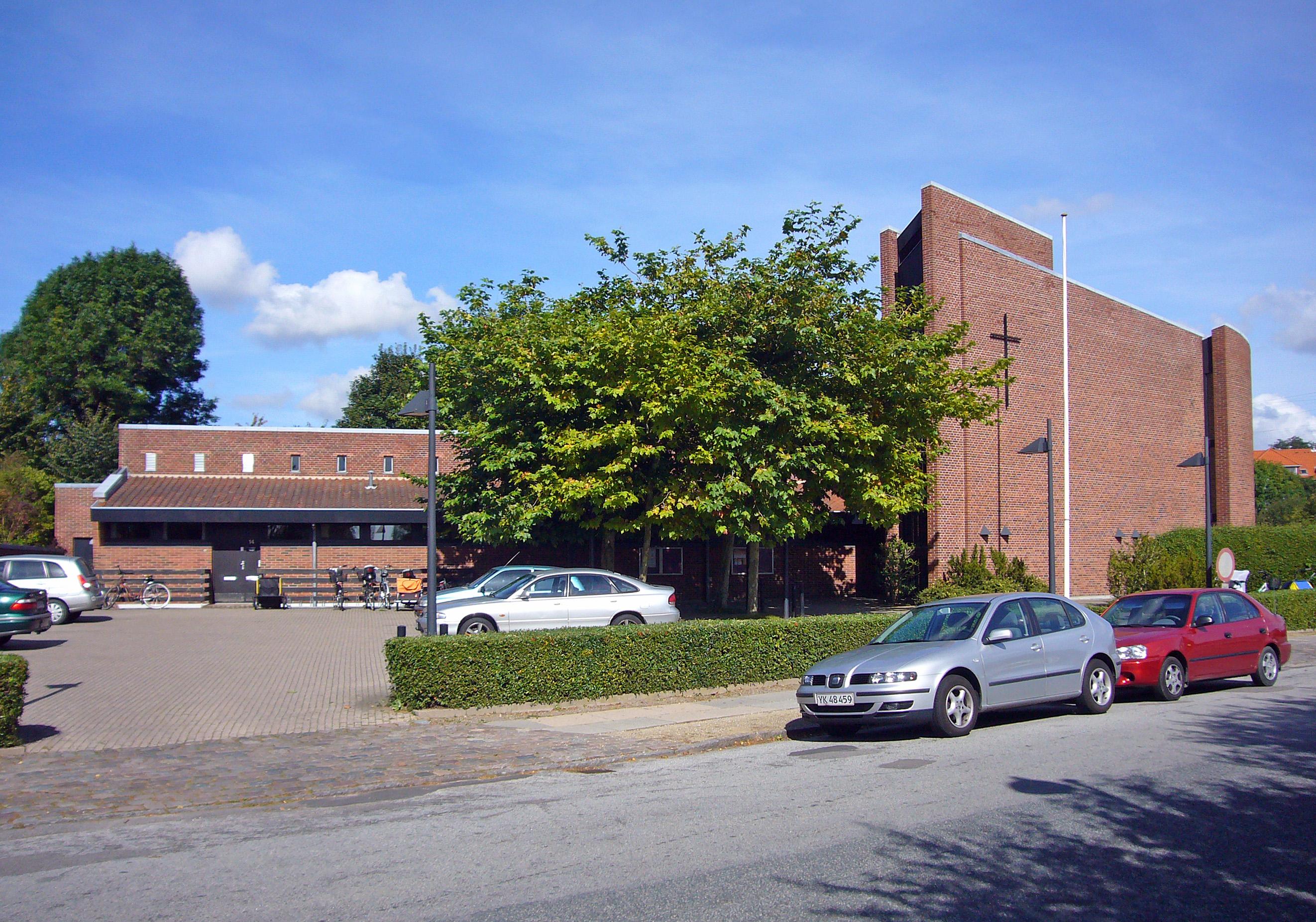
Kościół Husum w Kopenhadze

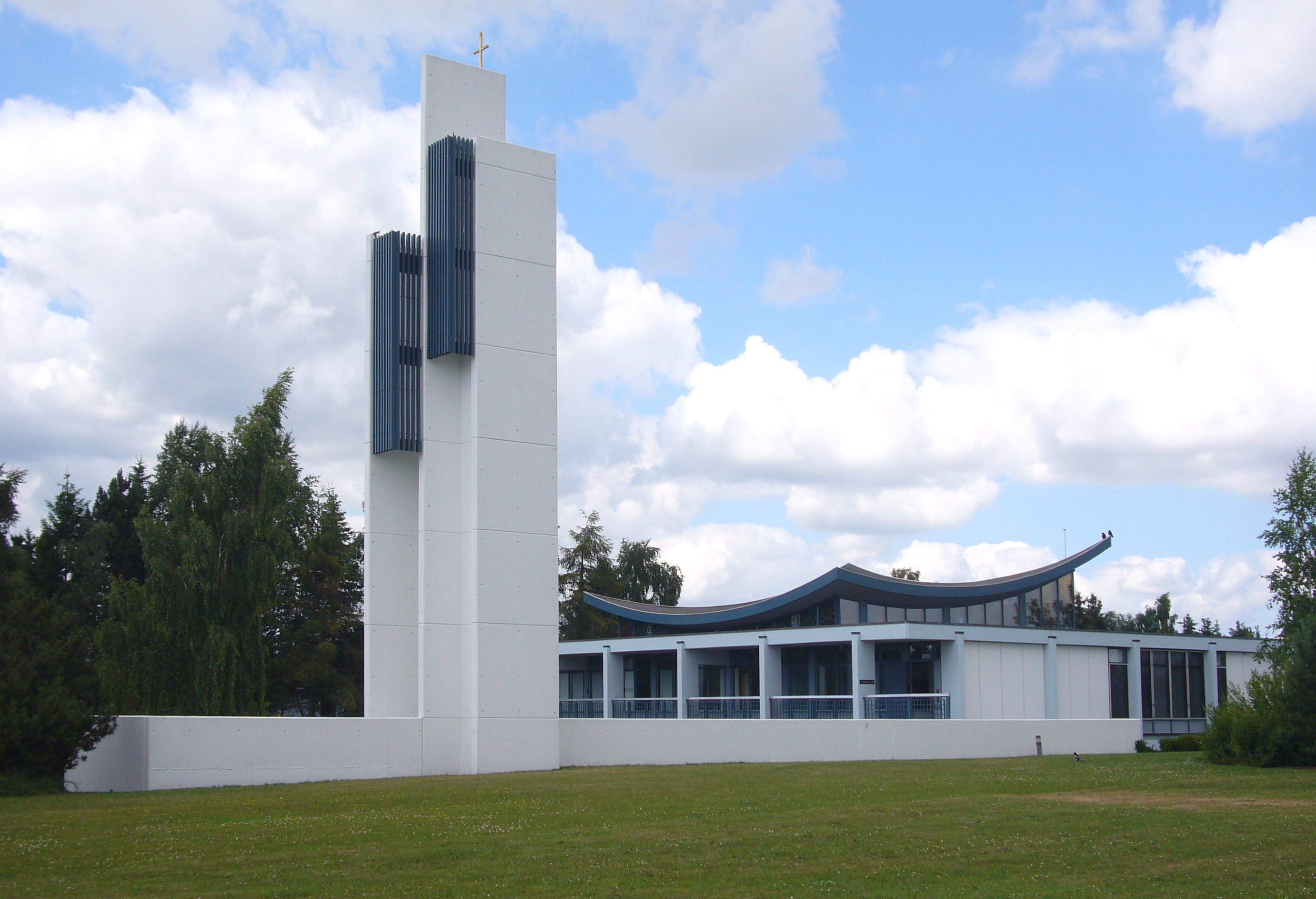
Kościół Mosede w Roskilde

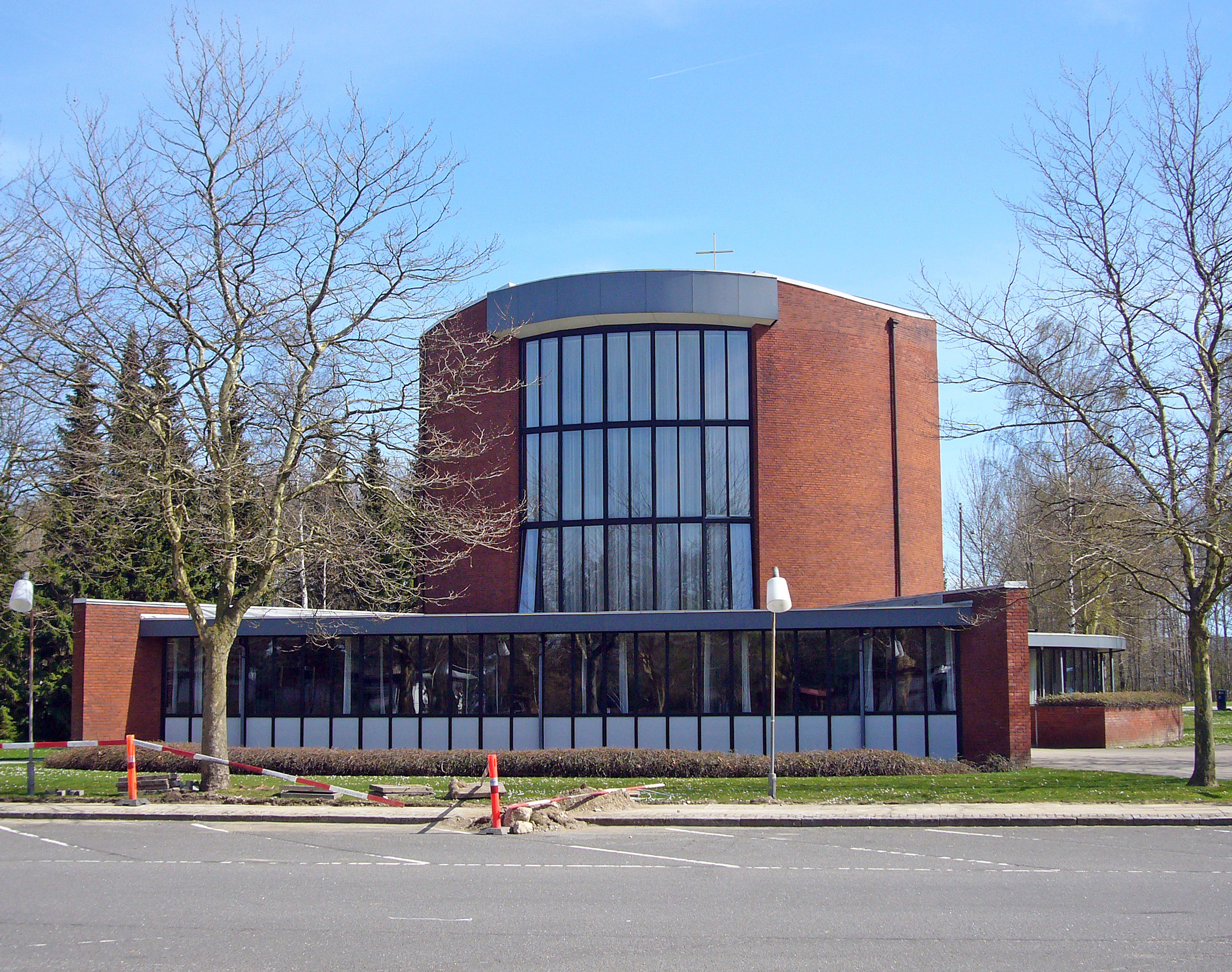
Kościół w Glostrup

Kościół Danii lub Duński Kościół Narodowy, oficjalnie Kościół Ewangelicko-Luterański Danii (duń. Den Danske Folkekirke) – kościół luterański w Danii, działający również na Grenlandii, największy kościół chrześcijański w kraju, mający status kościoła państwowego. Jest wspierany przez rząd, jednak członkostwo jest dobrowolne.
Głową kościoła jest duński Król, razem z Ministrem Spraw Kościelnych, którym w obecnej chwili (od 2019) jest Joy Mogensen, jako najwyższą władzą administracyjną. Parlament, Folketinget, jest najwyższą władzą ustawodawczą dla kościoła.
W styczniu 2018 roku jego członkami było 4 352 507 wiernych.

## Organizacja
Kościół zorganizowany jest w 11 diecezji, z których każda zarządzana jest przez biskupa, w tym jednego dla Grenlandii. Dalszy podział obejmuje 111 dekanatów i 2200 parafii, obsługiwanych przez około 2400 księży.
Każda parafia posiada Radę Parafialną, wybieraną na czteroletnią kadencję. Rada zajmuje się sprawami ważnymi dla parafii, w tym wyborem jej pracowników, również księży. Duchowny podporządkowany jest Radzie, z wyjątkiem spraw duchowych, takich jak prowadzenie opieki duszpasterskiej. Zarówno księża, jak i Rady Parafialne, podporządkowane są biskupowi.
Istnieje możliwość tworzenia specjalnych zgromadzeń, które wybierają własną radę i kapłana, którego spłacają z własnych środków. Stanowią kilka procent członków kościoła. W zamian są one zwolnione z podatku kościelnego. Zgromadzenia te, jak i ich kapłani, są również podporządkowani biskupowi.

## Członkostwo
1 stycznia 2013 roku liczba członków wynosiła 4 430 643 osób, co oznacza, że do Kościoła Danii należało 79,1%  Duńczyków. Odsetek ten wahał się od 65% mieszkańców diecezji kopenhaskiej, do nawet 90% populacji diecezji viborskiej. W ostatnich latach odsetek mieszkańców Danii będących członkami kościoła spada. Najważniejszym tego powodem jest wzrost liczby imigrantów z krajów nieluterańskich, odejścia niektórych członków oraz niska liczba chrzczonych niemowląt (73%).
Każdy ochrzczony w Kościele Danii staje się automatycznie jego członkiem. Istnieje możliwość rezygnacji z członkostwa, a także powrót po wcześniejszym odejściu. Osoby ochrzczone w innych kościołach, również luterańskich, nie zostają automatycznie przypisane do kościoła narodowego, ale chrzest ten jest uznawany, jeśli ubiegają się o członkostwo w nim. Nie można być członkiem dwóch lub więcej związków religijnych. 
Mniej niż 5% wiernych uczestniczy w nabożeństwach w każdym tygodniu, jednak obrzędy religijne, takie jak chrzest czy konfirmacja są nadal uważane jako tradycyjne uroczystości rodzinne. W 2008 roku 41% ślubów oraz 89% pogrzebów odbyło się w obrządku tego kościoła, a 71% młodzieży zostało konfirmowane.

## Nauka
Do oficjalnych ksiąg symbolicznych, określonych w Kodeksie Duńskim z 1683 roku, należą:
- Apostolskie wyznanie wiary
- Nicejskie wyznanie wiary
- Atanazjańskie wyznanie wiary
- Wyznanie augsburskie
- Mały Katechizm Marcina Lutra

Poprawione wersje Starego i Nowego Testamentu zostały zatwierdzone przez Królową w 1992 roku.

## Liturgia
Liturgia Kościoła Danii zawiera trzy czytania z Biblii: jedno z Ewangelii, jedno z Listów oraz jedno (od 1992 roku) ze Starego Testamentu. Teksty pobierane są z oficjalnej listy, publikowanej w ciągu roku liturgicznego.
Główną częścią nabożeństwa jest kazanie, oparte na czytaniu pochodzącym z bieżącej niedzieli, w którym ksiądz prezentuje swoje osobiste stanowisko. Podczas specjalnych okazji do wygłoszenia kazania może być upoważniona osoba świecka. Ważnym elementem liturgii są również pieśni. W przeciwieństwie do wiernych kościołów anglikańskich, duńscy luteranie siedzą podczas śpiewania pieśni, a stoją w trakcie czytania Biblii.

## Kontrowersje

### Ordynacja kobiet
Ordynacja kobiet na kapłana została poddana dyskusji w 1920 roku i dopuszczona w 1948, pomimo mocnego oporu duchowieństwa. Pierwsza kobieta została ordynowana na biskupa w 1995 roku. Obecnie, 2/3 studentów teologii to kobiety, a przewiduje się dalszy wzrost tego odsetka.
Opór w stosunku do kobiet-księży pozostaje w mniejszości konserwatywnej. W 2007 roku biskup Viborga, znany jako umiarkowany konserwatysta, ujawnił, że płacił specjalne granty księżom, którzy byli znani jako przeciwnicy ordynacji kobiet. Organizował ceremonie ordynacyjne w taki sposób, aby uniknąć uściśnięcia ręki lub nałożenia rąk nowo wyświęconym księżom przez duchowne-kobiety.

### Błogosławieństwo związków jednopłciowych
Od kiedy w 1989 roku wprowadzono rejestrowane związki osób tej samej płci, powstała kwestia ceremonii błogosławieństw tych związków. Po wysłaniu zapytania przez Duńskie Narodowe Stowarzyszenie Gejów i Lesbijek, w 1993 roku biskup kościoła powołał komisję, aby określić stanowisko w tej sprawie.
W 1997 roku został osiągnięty kompromis wśród biskupów. Stwierdzono, że małżeństwo jest według prawa boskiego związkiem mężczyzny i kobiety, ale taki obraz małżeństwa nie wyklucza uznania tego, że niektórzy ludzie zdecydowali się na życie w odpowiedzialnym związku jednopłciowym, akceptowanym przez społeczeństwo i rejestrowanym przez prawo. Biskupi nie wyrazili aprobaty na instytucjonalizację zawierania związków jednopłciowych w kościele, ale pary, które chcą podkreślenia zawarcia swojego związku w kościele, powinny być do tego dopuszczone.
Siedmiu biskupów zatwierdziło „rekomendowany schemat błogosławieństw kościelnych dla rejestrowanych związków partnerskich” do stosowania w swoich diecezjach, a czterech innych biskupów odmówiło uczynienia tego. Błogosławieństwa te posiadają istotne różnice w stosunku do ceremonii błogosławieństwa (zatwierdzonej przez Królową) pary, która zawarła cywilny związek małżeński. Około 30% księży odmówiło udzielania błogosławieństw par jednopłciowych. Niektórzy księża, choć nie aprobują udzielania małżeństwa osobom tej samej płci, stosują ich błogosławieństwa, ponieważ według nich każdy ma prawo do błogosławieństwa w kościele, a związki zawarte zgodnie z prawem powinny być akceptowane.
Kościelne błogosławieństwo par jednopłciowych jest odróżniane od ceremonii świeckiej, która odbywa się przed burmistrzem lub innym urzędnikiem. Niekiedy ceremonia ta odbywa się nie w budynku ratusza, lecz na zewnątrz kościoła, w przykościelnym ganku, lub nawet w samym budynku, bezpośrednio po błogosławieństwie w kościele. Nie jest to pochwalane przez biskupów, którzy zaznaczają, że małżeństwo cywilne nie powinno być utożsamiane z błogosławieństwem osób będących w zarejestrowanych związkach partnerskich.

### Małżeństwo osób tej samej płci
Możliwość dopuszczenia małżeństw osób tej samej płci lub ich związków przeprowadzanych przez kościół była przedmiotem dyskusji przez kilka lat, którą rozpoczął w 2004 roku premier Anders Fogh Rasmussen, który powiedział, że zaakceptowałby taką zmianę, jednak dodał, że mówi to jako osoba prywatna, a nie premier.
Rozpatrywana była kwestia, czy taki związek powinien nosić miano małżeństwa, czy tylko rejestrowanego związku, czyli takie, jakie jednopłciowe związki noszą w prawie obecnie. Niektórzy księża i świeccy twierdzą, że problem ten mógłby być rozwiązany jedynie przez oddzielenie instytucji małżeństwa świeckiego od kościelnego, co ma miejsce w wielu krajach. 60% duchownych opowiada się przeciw małżeństwom osób tej samej płci.
Według ankiety przeprowadzonej w 2011 roku, 75,8% Duńczyków popiera zawieranie małżeństw jednopłciowych w kościele.
Duchowieństwo orientacji homoseksualnej istnieje.

## Kościół i państwo
Jako głowa Kościoła Danii, monarcha musi być jego członkiem, co określa art. 6 Konstytucji. Odnosi się to również do całej rodziny królewskiej.

### Wolność religijna
W rezultacie Reformacji do Danii, w 1536 roku luteranizm został ogłoszony religią państwową. Przez następne stulecia, kiedy Europę ogarnęły wojny religijne, przedstawiciele innych wyznań byli prześladowani. Wyjątek stanowili tylko zagraniczni dyplomaci. Pod koniec XVI wieku pojawiły się niewielkie kręgi katolickie. Od 1683 roku w mieście Fredericia żydzi, kalwini oraz katolicy otrzymali zezwolenie na wyznawanie swojej religii, później również w Kopenhadze, Friedrichstadt, Glückstadt oraz na Nordstrand. W konstytucji z 1849 roku zagwarantowana została wolność wyznaniowa, ale luteranizm pozostał religią państwową.
Wspólnoty wyznaniowe nie potrzebują zgody państwa, aby korzystać z wolności religijnej, jednak te zatwierdzone mogą korzystać z przywilejów, takich jak organizowanie uznawanych wobec prawa ślubów, prowadzenie cmentarzy, uzyskanie pozwolenia na pobyt dla zagranicznych księży, są zwolnione z podatku dochodowego i od nieruchomości, mogą ubiegać się o środki z budżetu państwa oraz odliczyć od podatku składki na kościół.
Ponadto kościoły uznane przez dekret królewski sprzed 1990 roku mogą chrzcić i nadawać dzieciom imiona ze skutkami prawnymi, prowadzić własne rejestry i wydawać zaświadczenia.
Pozostaje rozróżnienie między pojęciami kościół uznany i kościół zatwierdzony, ale głównie ma ono znaczenie historyczne. Do wspólnot uznanych przed 1970 rokiem należy jedynie osiem chrześcijańskich i jedna żydowska. Między 1970 a 1990 jedynie kilka chrześcijańskich związków wyznaniowych zostało zatwierdzonych, natomiast większa liberalizacja przepisów nastąpiła po 1998 roku. Dziesięć lat później istniało już około 100 zatwierdzonych wspólnot wyznaniowych, zarówno chrześcijańskich, jak i żydowskich, muzułmańskich, buddyjskich i innych.
Kościół Scjentologiczny nie jest uznawany w Danii za religię.

### Brak organu centralnego
Kościół Danii jest w praktyce pozbawiony stanowiska w sprawach politycznych lub innych, ponieważ nie posiada on organu centralnego - ani przywódcy duchowego (arcybiskupa), ani Synodu. O kwestiach doktrynalnych w poszczególnych diecezjach decydują poszczególni biskupi. Królowa (w praktyce Minister Spraw Kościelnych) jest głową kościoła, jednak skupia się głównie na sprawach administracyjnych, pomijając kwestie duchowe. Prawo kościoła jest zmieniane rzadko, głównie w dziedzinach dotyczących administracji.
Jest to stosowane w celu zapewnienia dużej swobody praktykowania luteranizmu i własnego interpretowania religii przez duchownych i wiernych. Uważa się też, że tylko ten model pozwoli na oddzielenie spraw państwa i kościoła, ponieważ nie może on ingerować w sprawy polityczne.

### Rejestracja
Prowadzona jest kościelna rejestracja urodzeń, zgonów, zmian nazwisk itp., prowadzona w kirkebøger (księdze kościelnej), której używanie wiąże się z wielowiekową tradycją, pochodzącą z czasów, kiedy jedynym urzędnikiem na niektórych terenach był rektor parafii. Po protestach, zwłaszcza baptystów i muzułmanów, postanowiono, że prowadzenie tej rejestracji zostanie przekazane organom rządowym.

### Wsparcie finansowe
Artykuł 4 Konstytucji Danii mówi, że „Kościół Ewangelicko-Luterański jest kościołem narodowym i powinien być wspierany przez państwo”. Z drugiej strony, art. 68 mówi, że nikt nie jest zobowiązany do wspierania finansowego innego kościoła, niż jego własny. Osoby niebędące członkami Kościoła Danii nie płacą podatku kościelnego, ale dotacje państwa na rzecz kościoła stanowią 12% jego przychodów. Oznacza to, że kościół wspierany jest z pieniędzy pochodzących od wszystkich obywateli, nie tylko jego członków. Ponadto pensje biskupów są im wypłacane przez państwo.

### Rozdział państwa od kościoła
Debata na temat rozdziału państwa od kościoła pojawia się niekiedy w Danii. Obecna ich relacja jest jednak akceptowana przez większość partii politycznych.
Zwolennicy separacji twierdzą, że istnienie kościoła państwowego narusza zasadę równości wszystkich wyznań i świeckości państwa. Ich przeciwnicy podkreślają, że członkostwo w kościele jest dobrowolne, spełnia on określone zadania administracyjne dla państwa oraz jest zakorzeniony w duńskiej historii.
W sondażu przeprowadzonym w 2007 roku, 52% respondentów opowiedziało się za oddzieleniem kościoła od państwa, a 30% było przeciw.

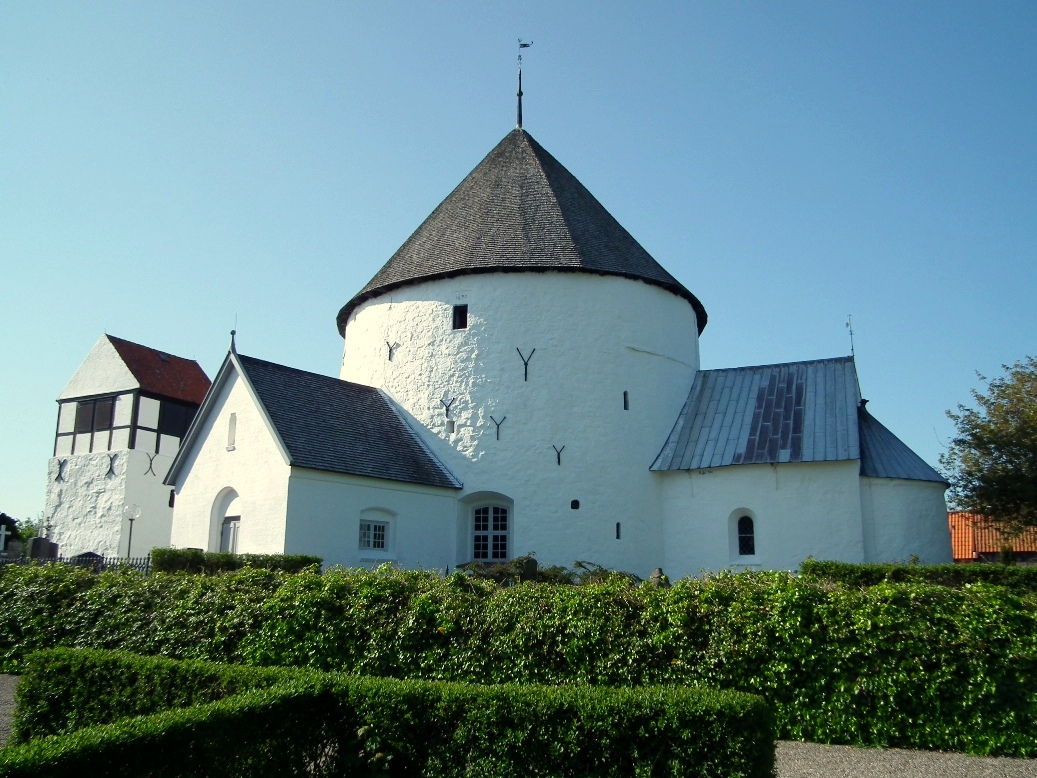
Kościół w Nylars Bornholm